# Medecynboek

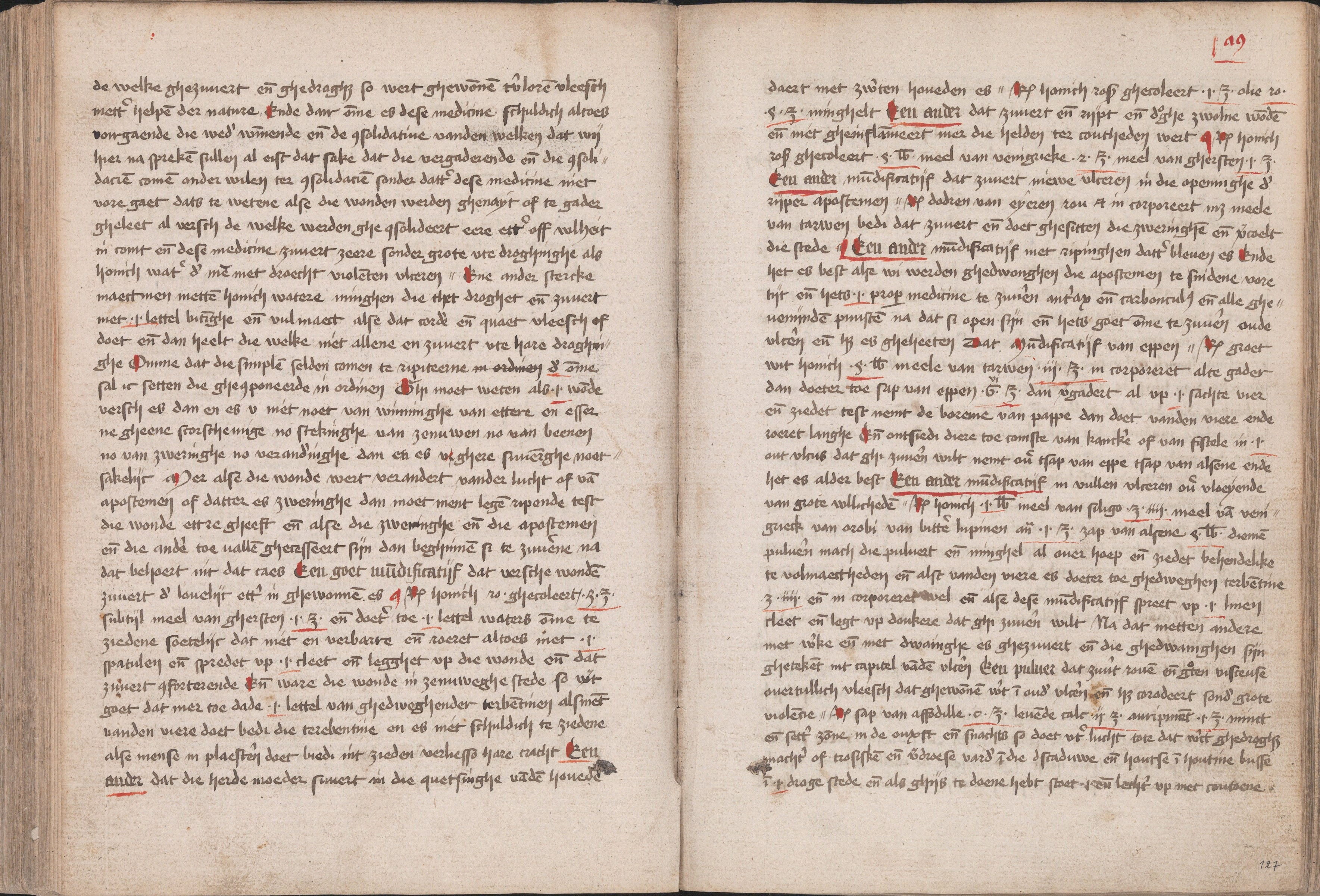
Fragment uit de eerste Middelnederlandse vertaling van de Chirurgia Magna, het Medecynboek. Gemaakt in de Zuidelijke Nederlanden, in het midden van de 15e eeuw.

In 1296 voltooide Lanfranc van Milaan zijn Chirurgia magna, opgedragen aan koning Filips de Schone. Dit Latijnse werk van Lanfranc is o.a. vertaald in het Frans, Duits, Spaans, Engels, Hebreeuws en ook in het Middelnederlands. De Middelnederlandse versie draagt de naam: Medecynboek: Heelkunde, geneeskundige en magische voorschriften en recepten.

## Lanfranc van Milaan
Wat we weten over Lanfranc – mogelijk een telg van de Pisaanse familie Lanfranchi – is in essentie gebaseerd op de autobiografische gegevens die hij verstrekt in de epiloog van zijn grote compendium. Hij noemde de Guglielmo da Saliceto als zijn vereerde leermeester. Na studies geneeskunde in Bologna vestigde Lanfranc een heelkundige praktijk in Milaan. Hoewel hij zich er een grote reputatie verwierf, liep hij om politieke redenen tegen een verbanning aan: allicht nam Matteo I Visconti hem rond 1290 zijn sympathie voor de ghibellijnse Torriani kwalijk. Hij trok naar de Provence en publiceerde te Lyon de Libellus de chirurgia (1293-94), later bekend als de 'Kleine Chirurgie', opgedragen aan zijn vriend Bernardus. Ambitie dreef hem naar Parijs, waar hij colleges gaf aan de Sorbonne op uitnodiging van decaan Jean Passavent. Ze lokten een grote schare leerlingen, waaronder Henri de Mondeville, Guy de Chauliac en vermoedelijk ook Jan Yperman. Om hen goed te onderrichten, nam hij ze mee aan het bed van zijn patiënten.
In 1296 voltooide Lanfranc zijn Chirurgia magna, opgedragen aan koning Filips de Schone. Onder dezelfde naam zijn ook handboeken van andere auteurs bekend (o.m. Bruno van Longoburgo, Guy de Chauliac en Paracelsus). Het werk van Lanfranc liet, naast klassieke auteurs als Hippokrates, Galenus en Aristoteles, een hele reeks Arabische medici aan bod komen (o.a. Hunayn ibn Ishaq, Isaac Israeli ben Solomon, Rhazes, Ali Abbas, Avicenna, Yuhanna ibn Masawaih, Serapion, Abulcasis, Averroës), evenals hun Europese voortzetters (Willem van Saliceto, Constantinus Africanus...).
Toch had Lanfranc te kampen met argwaan van de academische geneesheren, die zich beperkten tot het bestuderen van medische teksten. Hij schreef dat hij geen vast docent kon worden aan de universiteit omdat hij als geestelijke niet celibatair leefde (hij had verschillende buitenechtelijke kinderen erkend). Naar eigen zeggen was hij lid van het Parijse chirurgijnengenootschap, de Confrèrie de Saint-Côme et de Saint-Damien. Lanfranc betreurde de ontstane scheiding tussen boekengeleerden die zich niet met de praktijk inlieten en chirurgen zonder vertrouwdheid met de literatuur. Volgens hem kon men geen goed arts zijn zonder kennis van chirurgie en geen goed chirurg zonder kennis van de medische werken.

## Het werk
Het Medecynboek had als Latijnse naam Chirurgia Magna, wat Latijns is voor "Grote Chirurgie". Het is een gids voor chirurgie en praktische heelkunde, die voltooid werd in 1296. Het werk van Lanfranc geeft inzicht in de stand van de wetenschap in de dertiende en veertiende eeuw, laat zien hoe er in de praktijk werd gewerkt en vertelt hoe een meesterchirurgijn dacht en oordeelde. Eén van de manuscripten waarin de Middelnederlandse vertaling bewaard is gebleven bevindt zich in de Universiteitsbibliotheek Gent. Dit handschrift is geschreven door één enkele hand in Gotisch cursief bastaardschrift, met Gotisch minuskelbastaardschrift voor de titels in een groot gedeelte van het handschrift. Deze Middelnederlandse versie van de Chirurgia Magna bestaat uit zeven grote stukken:
1. Fols. 1-132v: De Cyrurgie van Lanfranc van Milaan
2. Fols. 133r -136v: Een Traktaat over Urine
3. Fols. 136v -155r: Een Verzameling van Losse Geneeskundige Recepten
4. Fols. 156v -159v: Een Verzameling Losse, Meestal Geneeskundige Recepten en Korte Tekstjes
5. . Fol. 160r: Een Kort Traktaatje over de Urine
6. . Fols. 160r -170r: Losse Geneeskundige Recepten
7. Fol. 170v: Een Achttal Geneeskundige Recepten in een Andere, Onbeholpen Vijftiende-eeuwse Hand.